# Schuilingite-(Nd)
La schuilingite-(Nd) è un minerale.